# Germán Herrera
Germán Gustavo Herrera (Ibarlucea, 19 de Julho de 1983) é um ex futebolista argentino que jogava como atacante.

## Clubes
Começou sua carreira profissional no Rosario Central, da Argentina, em 2002, mesmo clube onde viria a encerrar a carreira de jogador de futebol profissional.

### Grêmio
Foi emprestado ao Grêmio pelo San Lorenzo, em 2006. No clube brasileiro, Herrera viveu uma boa fase, conquista do Campeonato Gaúcho de 2006 e na campanha que levou o time ao 3º lugar no Campeonato Brasileiro assim se classificando para a Libertadores da América do ano seguinte. Herrera foi o artilheiro do Grêmio na temporada 2006 com 13 gols.
Os bons resultados no Brasil o fazem se transferir para a Real Sociedad, da Espanha, em 2007. Porém, não se adapta e volta para a Argentina nesse mesmo ano.

### Corinthians
Em 2008, por indicação do treinador Mano Menezes, vem para o clube brasileiro Corinthians para disputar o Campeonato Paulista, a Copa do Brasil e o Campeonato Brasileiro Série B. o argentino atravessou uma grande fase no Corinthians, onde já fez gol de letra e bicicleta. Dos 23 gols de Herrera com a camisa do Corinthians, oito foram de cabeça. A melhor performance do argentino como goleador em um time de futebol foi em 2008, no Corinthians, marcando 23 gols em 59 partidas. Chegou com o time paulista à final da Copa do Brasil 2008 e ficou com o vice-campeonato. Em 8 de novembro de 2008, conquistou o Campeonato Brasileiro - Série B pelo Corinthians.

### Grêmio
Em 29 de janeiro de 2009, após longas negociações com o Gimnasia La Plata e com o San Lorenzo, o Grêmio contratou Herrera novamente. Desta vez, o clube gaúcho adquiriu 50% de seus direitos federativos (a parte pertencente ao Gimnasia). O jogador foi apresentado oficialmente no dia 30 de janeiro, após realizar exames médicos e assinar contrato válido por dois anos com opção de renovação por mais.
Herrera fez sua reestreia pelo Grêmio em 12 de fevereiro de 2009, em jogo contra o Juventude no Estádio Olímpico Monumental, em partida válida pelo Campeonato Gaúcho 2009. Ele entrou no lugar de Alex Mineiro, aos 30 minutos do segundo tempo de partida. O atacante, contudo, não fez gols. Na ocasião, o atacante se disse contente por ter voltado ao Grêmio, e declarou que mais uma vez, me apoiaram muito. Estou muito feliz por estar neste clube e vou me matar por esta camisa.
Seu primeiro gol na volta ao Grêmio ocorreu no dia 17 de fevereiro de 2009, em jogo contra o Brasil de Pelotas, no Estádio Olímpico Monumental, em partida válida pelo Campeonato Gaúcho de Futebol de 2009. Herrera marcou aos 24 minutos do primeiro tempo, após cruzamento de Jadílson.
Herrera foi reserva na Copa Libertadores 2009, e chegou a marcar um gol contra o Universidad San Martín no Estádio Olímpico, válido pelo segundo jogo das oitavas de final da competição.

### Botafogo
No dia 6 de janeiro de 2010, Herrera acertou empréstimo de um ano com o Botafogo. O jogador logo ganhou a simpatia da torcida alvinegra, devido à sua forte dedicação em campo. Durante a maior parte de sua passagem pela equipe de General Severiano, foi companheiro de ataque de outro estrangeiro, o centroavante uruguaio Sebastián "El Loco" Abreu.
Conquistou a Taça Guanabara em cima do Vasco no Maracanã e a Taça Rio sobre o Flamengo, o que deu o título por antecipação do Campeonato Carioca ao clube. No dia 12 de maio de 2010 fechou seu contrato definitivo, com o alvinegro carioca, com duração de quatro anos.
Em abril de 2012 foi campeão da Taça Rio novamente em cima do Vasco, ajudando o clube da estrela solitária a levantar sua primeira taça como dono do Engenhão. 
No mês seguinte, na primeira rodada do Brasileirão, fez 3 gols no 4 a 2 do Botafogo sobre o São Paulo. Na saída de campo, não quis pedir música ao Fantástico, o que foi assunto nas redes sociais.
É também detentor atualmente do título de 2º maior artilheiro da história do Estádio Olímpico Nilton Santos.

### Emirates Club
No dia 25 de junho de 2012, viajou para os Emirados Árabes, para realizar exames médicos e assinar contrato com o Emirates Club por tres anos.

### Vasco da Gama
Em 22 de junho de 2015, Herrera acertou sua ida ao Vasco da Gama.

### Rosário Central
Retornou ao Rosário Central em janeiro de 2016 por empréstimo de dezoito meses. Em 08/05/2019 realizou sua última partida profissional (vitória do Rosário Central por 2x1, contra o Libertad, do Paraguai, pela Copa Libertadores da América), encerrando sua carreira pelo mesmo clube que o formou para o futebol.

## Seleção Argentina
Pela Seleção Argentina disputou o Campeonato Mundial Sub-20 em 2003 quando a equipe obteve o quarto lugar e marcou um gol no campeonato.

## Títulos
Grêmio
- Campeonato Gaúcho: 2006

Corinthians
- Campeonato Brasileiro - Série B: 2008

Botafogo
- Campeonato Carioca: 2010
- Taça Guanabara: 2010
- Taça Rio: 2010, 2012

Emirates Club
- Campeonato Emiratense - Segunda Divisão: 2013

Rosario Central
- Copa Argentina: 2017-18